# Ebla

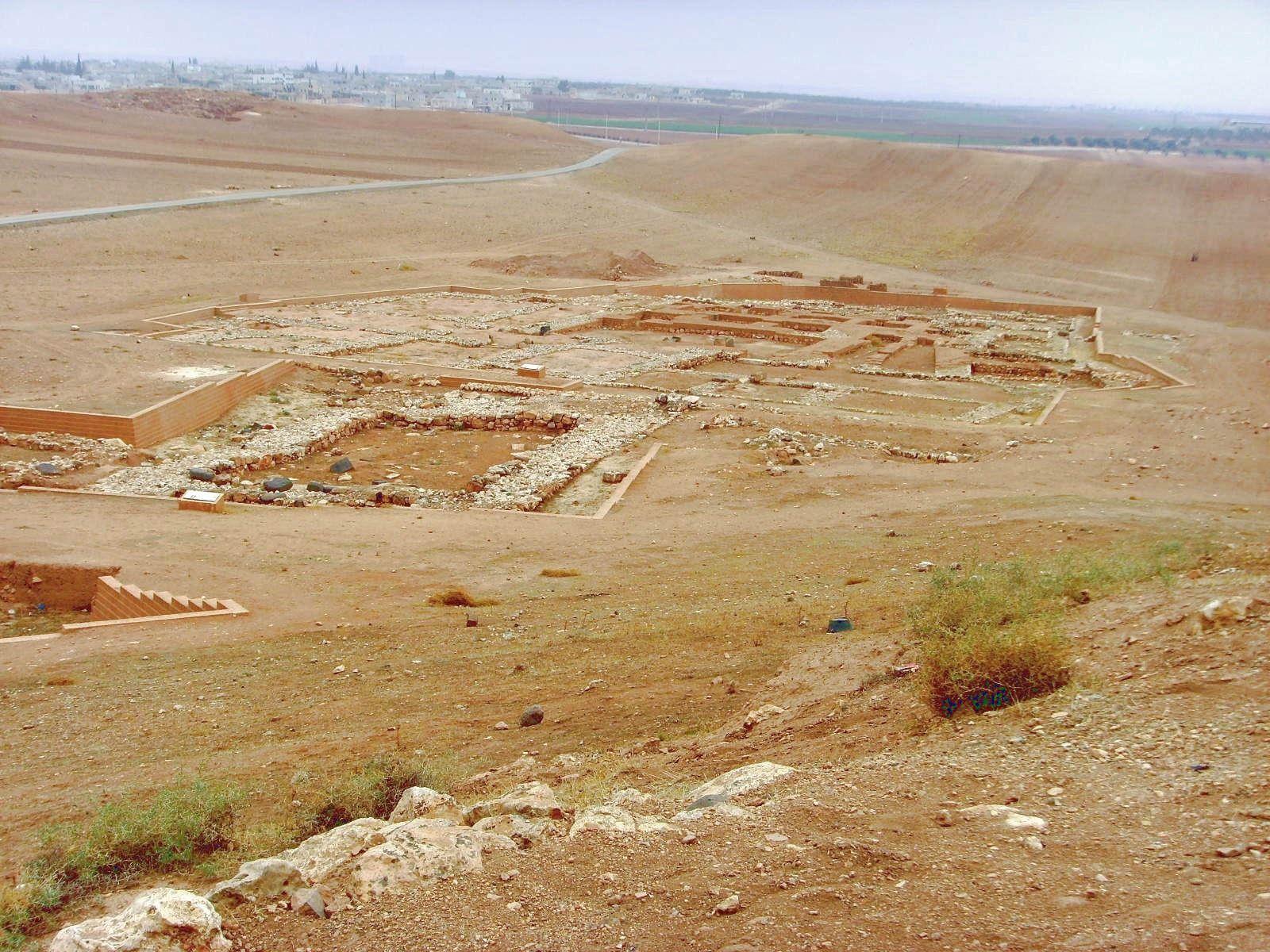

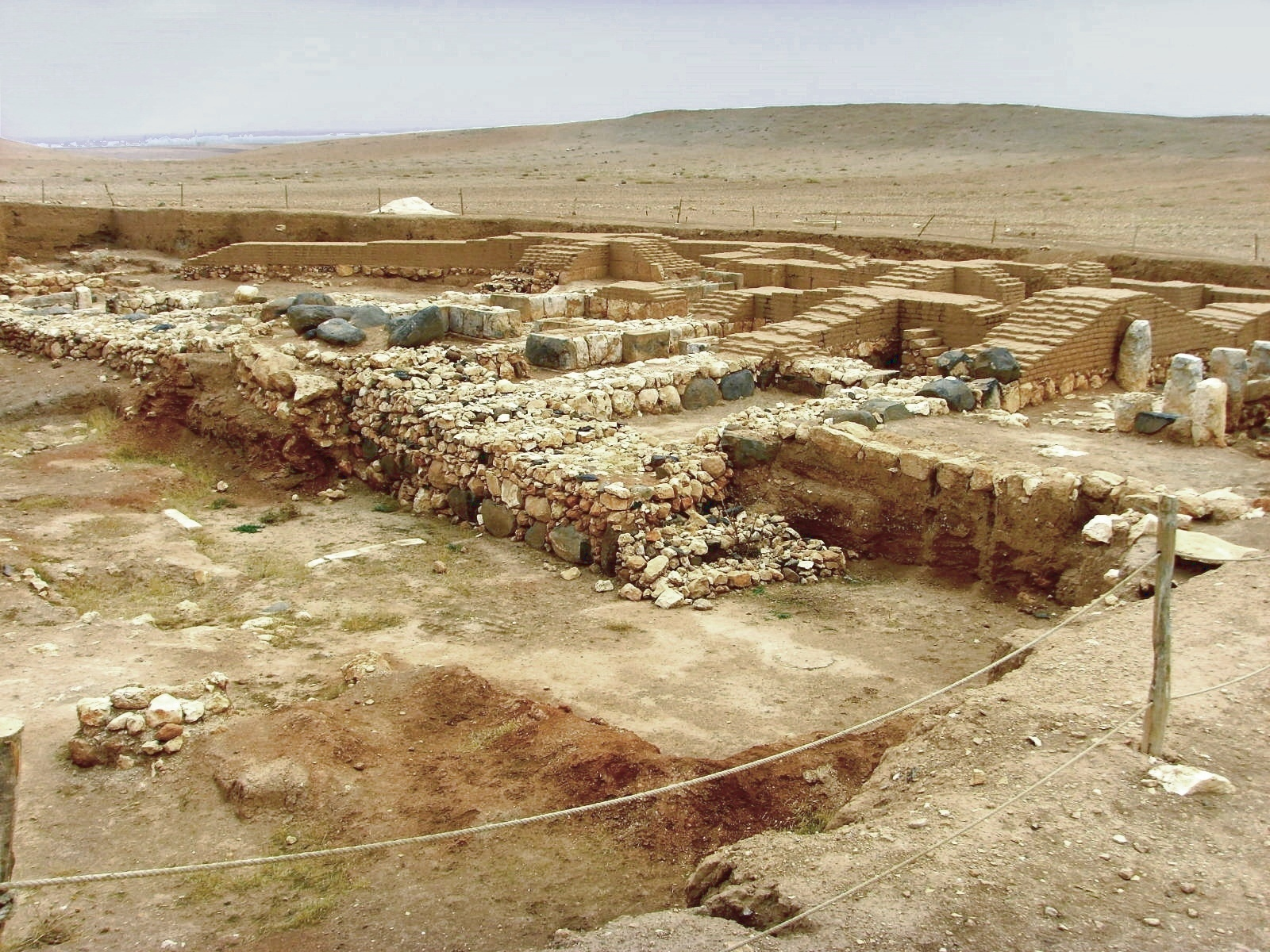

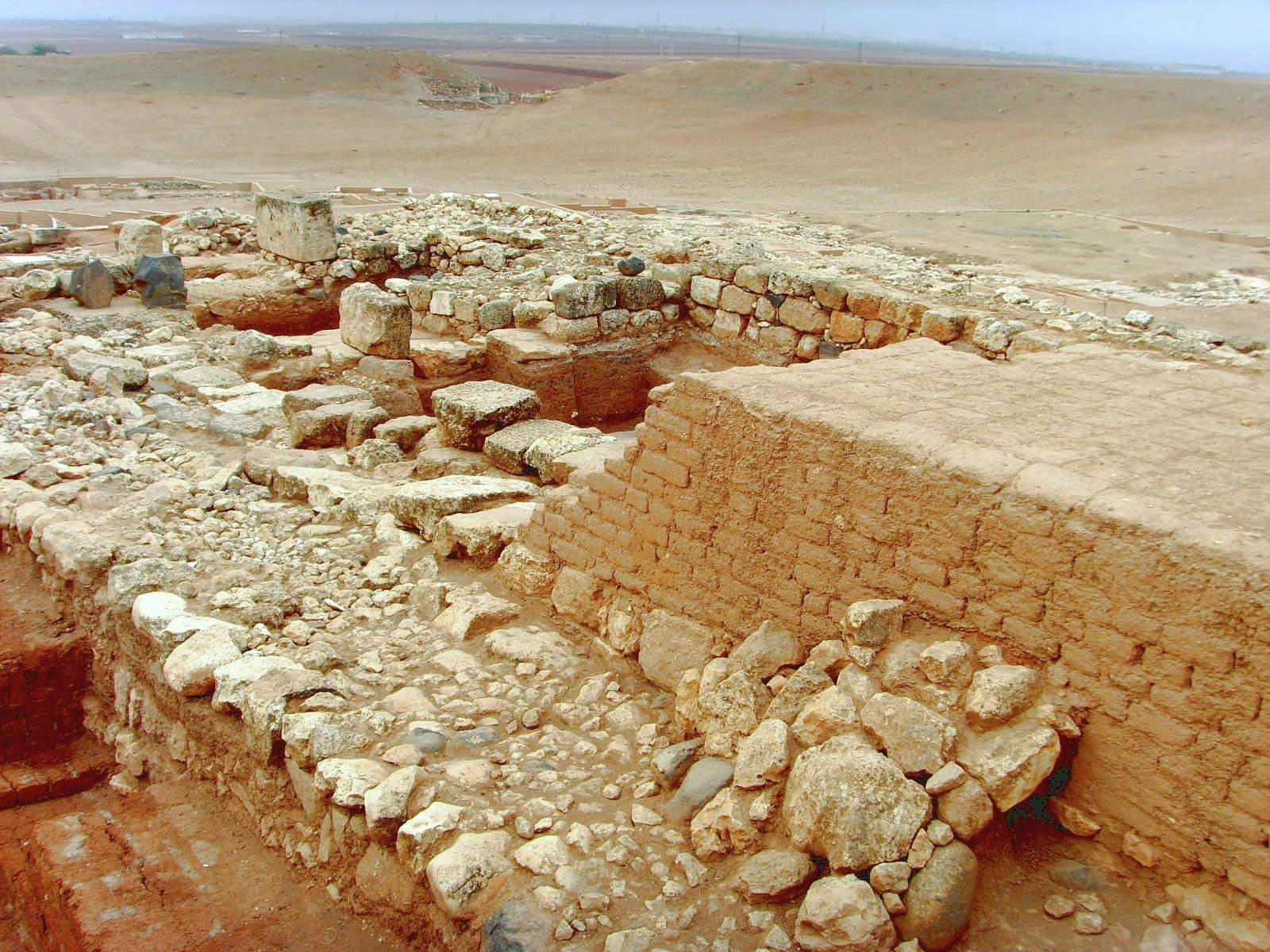

Ebla (árabe: عبيل، إيبلا) es una ciudad antigua localizada en el norte de Siria, a unos 55 km al sureste de Alepo. Fue una importante ciudad-estado en dos periodos, primero en el 3000 a. C. y especialmente entre los años 2400 y 2250 a. C., cuando se conocen de ella diversos reyes, varias bibliotecas e importantes documentos epigráficos. Continúa su existencia entre el 1800 a. C. y el 1650 a. C., pero ya perdida su independencia y relieve.
Ebla mantuvo su prosperidad gracias a una vasta red comercial. En los palacios de la ciudad se recuperaron artefactos procedentes de Sumeria, Chipre, Egipto y de lugares tan lejanos como Afganistán. El reino tenía su propia lengua, el eblaíta, y la organización política de Ebla tenía características diferentes del modelo sumerio. Las mujeres gozaban de un estatus especial y la reina tenía gran influencia en los asuntos estatales y religiosos. El panteón de dioses era principalmente semita septentrional e incluía deidades exclusivas de Ebla. La ciudad fue excavada a partir de 1964 y se hizo famosa por las tablillas de Ebla, un archivo de unas 20.000  tablillas con escritura cuneiforme encontradas allí, datadas en torno al año 2350 AC. Escrito tanto en sumerio como en eblaita y utilizando el cuneiforme, el archivo ha permitido una mejor comprensión de la lengua sumeria y ha proporcionado importante información sobre la organización política y las costumbres sociales del Levante de mediados del III milenio AC.
El sitio es conocido hoy como Tell Mardikh, y es sobre todo famoso por los archivos con más de 20 000 tablillas cuneiformes, datadas alrededor de 2250 a. C., en sumerio y en eblaíta, una variante lingüística del idioma semítico oriental. Buena parte de los materiales epigráficos se encuentran en el vecino museo regional de Idlib (Siria). 

## Tablillas: Textos de Ebla
En 1964, arqueólogos italianos de la Universidad de Roma La Sapienza, dirigidos por Paolo Matthiae comenzaron a excavar en Tell Mardikh. En 1968 recobraron una estatua dedicada a la diosa Ishtar portando el nombre de Ibbit-Lim, un rey de Ebla. Esto identificó la ciudad, largo tiempo conocida por las inscripciones egipcias y acadias.
En la siguiente década el equipo descubrió un palacio de aproximadamente del 2500–2000 a. C. Unas 20.000 bien preservadas tablillas cuneiformes (denominadas “textos de Ebla”) fueron descubiertas en las ruinas. Las tablillas estaban escritas en la escritura sumeria del período dinástico arcaico IIIA, si bien inicialmente no parecía sencillo traducirlas. Tras meses de investigación pudo aclararse que estaban escritas en un dialecto semítico llamado desde entonces “eblaíta”, además del sumerio, manifestando las estrechas relaciones de Ebla con el sur de Mesopotamia, donde fue desarrollada la escritura. Una lista de vocabulario fue hallada con las tabillas, permitiendo traducirlo.
No era la biblioteca del palacio, la cual no ha sido descubierta, sino un archivo de provisiones y tributos, casos legales y diplomáticos y contactos comerciales, y un scriptorium con textos copiados por aprendices. Las tablillas fueron originalmente almacenadas en estantes, pero cayeron al suelo cuando el palacio fue destruido. La ubicación donde las tabillas fueron descubiertas permitieron a los excavadores reconstruir su posición original en los estantes: fueron colocadas en los estantes según el tema.
En el archivo se han encontrado los primeros tratados diplomáticos internacionales de la historia. Un ejemplo es el Tratado de Ebla - Abarsal. Este tratado se encontró en los archivos de las tablillas de Ebla, datados en el III milenio a. C., que sobrevivieron al incendio del palacio real. Pese a las dificultades que tuvo la restauración de las tablillas, se ha podido datar este tratado, en torno al año 2350 a. C. Seguramente se ha podido datar, siguiendo estudios prosopográficos y las maneras de escribir.

## Ebla en el tercer milenioa.C.
El término ebla significa ‘roca blanca’, y se refiere al afloramiento de piedra caliza en que la ciudad estaba construida. Aunque el sitio muestra signos de una ocupación continuada desde el 3000 a. C., su poder creció y alcanzó su apogeo en la segunda mitad del siguiente milenio. Llegó a la cúspide su poder hacia 2350 a. C.-2250 a. C.
La mayoría de las tabillas del palacio de Ebla, que datan de este periodo, son sobre materias económicas; ellas proporcionaron un buen aspecto a la vida diaria de los habitantes, además de muy importantes ideas sobre la vida cultural, económica, y política del norte de Siria y del Oriente Próximo hacia la mitad del tercer milenio a. C. Los textos son las cuentas de los ingresos del estado, pero también incluyen cartas reales, diccionarios sumerio-eblaíta, textos escolares y documentos diplomáticos, como tratados entre Ebla y otras ciudades de la región.
Ebla fue un reino de Siria centrado en la ciudad de Ebla, la cual ya existía al comienzo del tercer milenio, momento en el que llegó a ser un verdadero centro urbano amorreo, que se desarrolló por el comercio con Mari, ciudad de la que fue tributaria hacia 2500 a. C., pero dicho tributo fue desapareciendo hasta que hacia 2400 a. C. la situación se invirtió, y Mari pasó a pagar tributos a Ebla, cuyo rey designaba al jefe de Estado de Mari.
Se enfrentó a Sargón I de Acad, que aunque ocupó Mari no pudo hacerse con Ebla, que finalmente sería conquistada por su nieto Naram-Sin hacia 2250 a. C. y fue entonces cuando fue abandonada por sus habitantes durante algunos años, al final del siglo volvería a estar habitada y tendría un rey, aunque menos poderoso que antes. Pero dicho rey fue expulsado por el rey de Ur. Al final de esta segunda época, el dominio de la ciudad pasó a Yamkhad, que la convirtió en un principado vasallo.

### Economía
Ebla estaba ubicada en un paraje predominantemente árido en la actualidad pero más fértil milenios atrás. Su economía se basaba en una agricultura de secano y en una poderosa ganadería de ovejas y cabras, además de obviamente su extensa red comercial. La exigencia del medio ambiente propició la dispersión del poblamiento, estando los centros de población principales bastante separados y rodeados de aldeas aledañas. La ciudad de Ebla se extendía sobre 50 hectáreas, similar a las ciudades de Mari y Aššur. Su población habría oscilado entre 15 mil y 20 mil habitantes.
La actividad comercial desarrollada en Ebla se realiza ante todo hacia el exterior, porque la función redistributiva del "palacio" proporcionaba abastecimiento a un importante colectivo de hombres (gurus) y mujeres (dam), a cambio de sus periódicas prestaciones al Estado.
En aquella época, Ebla fue el principal centro comercial. Su principal rival comercial rival era Mari, y Ebla es sospechosa de tomar parte en la primera destrucción de Mari. Las tablillas revelan que los habitantes de la ciudad poseían unas 200.000 cabezas de ganado variado (ovejas, cabras y vacas) y habrían sido las necesidades de cereal las que habrían llevado a ampliar el reino. Los principales artículos comerciales de Ebla eran probablemente madera de las cercanas montañas (y quizás del Líbano), y textiles (mencionados en los textos sumerios de la ciudad-estado de Lagash). La mayoría de su comercio parece que iba dirigido hacia Mesopotamia (principalmente Kish), y contactos con el Antiguo Egipto están atestiguados por regalos de los faraones Kefrén (Jafra) y Pepy I, que organizó campañas a Ebla. La artesanía pudo haber sido también una exportación importante: exquisitos artefactos han sido recuperados de las ruinas, incluyendo muebles de madera incrustada con madreperlas y estatuas creadas con diferentes piedras de colores. El estilo artístico de Ebla pudo haber influenciado la calidad de los trabajos del siguiente imperio acadio (ca. 2350 – 2150 a. C.).

### Gobierno
La forma de gobierno no es bien conocida, aunque la ciudad parece haber sido gobernada por una aristocracia de comerciantes que elegían un rey y confiaban la defensa de la ciudad a mercenarios. A través de las tablillas se han conocido los nombres de varios reyes como Igrish-Halam, Irkab-Damu, Ar-Ennum, Ibrium e Ibbi-Sipish. Ibrium rompió con la tradición e introdujo una monarquía absoluta. Le sucedió su hijo Ibbi-Sipish.
El tratamiento que se da a muchos de los primeros reyes es peculiar, ya que frente a la tradición mesopotámica del culto reverencial al rey y su representación heroica, el monarca de Ebla es representado de manera más modesta. No se encuentran textos celebrativos para la mayor parte de monarcas, no posee títulos especiales y cuando aparece en los textos aparece como responsable de la actividad comercial, así como las tareas de organizar, defender y extender las rutas comerciales. Parece haberse tratado inicialmente de una monarquía electiva y no hereditaria, donde priman los intereses económicos antes que los dinásticos. Entre la aristocracia gobernante no parecía haber una línea clara entre los asuntos comerciales privados y los públicos. El rey controlaba el sistema de redistribución de las riquezas generadas en el comercio, derivando al palacio, templos y grupos familiares los recursos. Posiblemente el poder del rey estaba limitado por poderes locales autónomos ligados a las aristocracias locales.
El reino habría estado dividido en 14 distritos de los cuales a la capital corresponden dos. El rey tiene el título de en, mientras que sus gobernadores son denominados lugal (título empleado también por embajadores y gobernantes de ciudades importantes), como último eslabón de la cadena burocrática estaban los ugula que parecen ser representantes del gobierno de Ebla, encargados de gestionar sus intereses en terrenos remotos, como la región de Canaán. Además se mencionan consejos de ancianos o abba con funciones que superan el de un órgano consultivo. La reina posee un carácter especial, limitando en poder del rey en asuntos religiosos, fenómeno similar al encontrado entre los hititas. Las reina mantiene su título de “reina madre” incluso en caso de fallecimiento del soberano.

### Religión
Algunas de las bien conocidas deidades semíticas aparecen en Ebla (Dagan, Ishtar, Reshef, Kanish, Hadad), y algunas otras, por el contrario, desconocidas como Kura, Nidakul, unos pocos dioses sumerios como Enki y Ninki y dioses hurritas como Ashtapi, Hapat e Ishara. El dios principal parece haber sido Kura, que junto a su pareja la diosa Hadda y el Sol forman la tríada principal.

### Primera destrucción de Ebla
La primera destrucción se produjo c. 2300 AC; se quemó el palacio "G", cociendo las tablillas de arcilla de los archivos reales y conservándolas. Se han postulado muchas teorías sobre la causa y el autor:

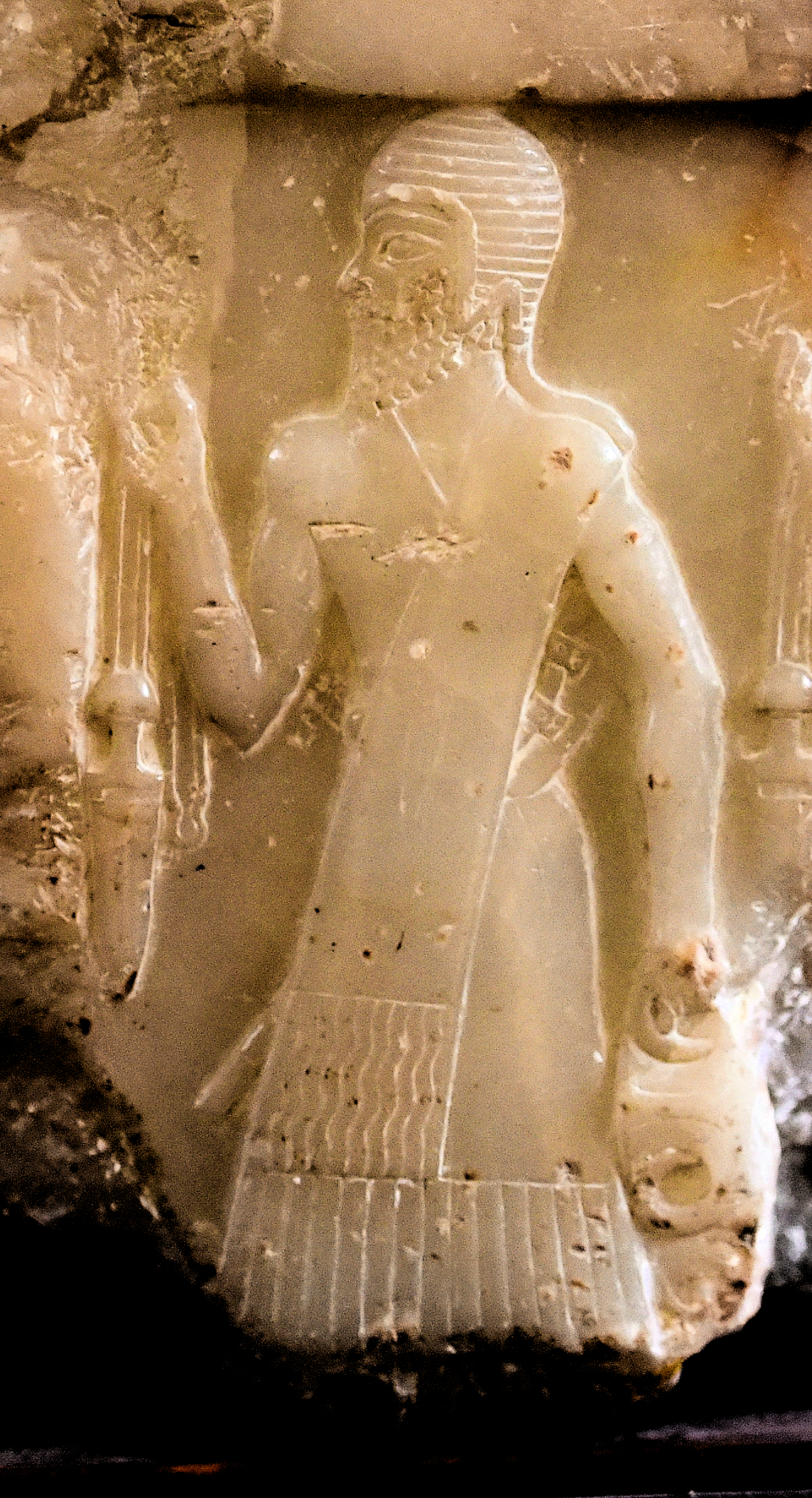
Akkadian soldado de Naram-Sin, con casco y espada larga, en la estela Nasiriyah. Lleva una vasija de metal de tipo anatolio. De Mesopotamia, Irak, c. 2300 BC. Museo de Iraq.

- Hipótesis de datación alta (temprana): Giovanni Pettinato apoya una datación temprana para Ebla que situaría la destrucción en torno al 2500 AC.[5] [6][7] Pettinato, aunque prefería la fecha de 2500 AC, aceptó más tarde que el suceso podría haber ocurrido en 2400 AC. Michael Astour argumenta que utilizando la cronología aceptada por Pettinato, se obtiene la fecha de 2500 AC para el reinado de Ur-Nanshe de Lagash, que gobernó aproximadamente 150 años antes de la destrucción de Lagash a manos del rey Lugalzagesi. Puesto que Ur-Nanshe gobernó en 2500 AC, y su reinado está separado por al menos 150 años del reinado de Hidar de Mari que vio la destrucción de Ebla, entonces la fecha para ese acontecimiento se tira más allá de 2500 AC e incluso 2400 AC. [6][8] El erudito sugiere que la ciudad fue destruida en 2400 AC por un mesopotámico como Eannatum de Lagash -que se jactaba de haber tomado tributo de Mari- o Lugalzagesi de Umma, que afirmaba haber llegado al Mediterráneo. [note 1][8]
- Hipótesis acadia: Tanto el rey Sargón de Akkad como su nieto Naram-Sin los conquistadores de gran parte de Mesopotamia, afirmaron haber destruido una ciudad llamada Ibla,[9] la fecha exacta de la destrucción es el tema de un continuo debate , pero el 2240 a. C. es un candidato probable. El descubridor de Ebla, Paolo Matthiae, considera a Sargón un culpable más probable;[note 2][11] su punto de vista es apoyado por Trevor Bryce,[12] pero rechazada por Michael Astour.[note 3][17] La conquista de Armanum y Ebla en la costa mediterránea por Naram-Sin se menciona en varias de sus inscripciones:[18]

"Considerando que, desde la creación de la humanidad, ningún rey había destruido Armanum y Ebla, el dios Nergal, por medio de sus armas, abrió el camino a Naram-Sin, el poderoso, y le dio Armanum y Ebla. Además, le dio el Amanus, la Montaña del Cedro y el Mar Superior. Por medio de las armas del dios Dagan, que engrandece su realeza, Naram-Sin, el poderoso, conquistó Armanum y Ebla."Inscripción de Naram-Sin. E 2.1.4.26

Durante los siguientes tres siglos, Ebla alcanzó una vez más una relevante posición económica, con posiblemente la vecina ciudad de Urshu, como está documentado por textos económicos de Drehem (un suburbio de Nippur), y por los hallazgos en Kultepe/Kanesh.
- La venganza de Mari: Según Alfonso Archi y María Biga, la destrucción ocurrió aproximadamente tres o cuatro años después de la batalla de Terqa.[3] Archi y Biga afirman que la destrucción fue causada por Mari{sfn|Biga|2014|p= 103}} en represalia por su humillante derrota en Terqa.[19][20] Esta opinión es apoyada por Mario Liverani.[21] Archi dice que el rey mariote Isqi-Mari destruyó Ebla antes de ascender al trono de su ciudad.[22]
- Catástrofe natural: Astour afirma que una catástrofe natural causó el incendio que puso fin al periodo de archivo.[23] Dice que la destrucción se limitó a la zona del palacio real y que no hay pruebas convincentes de saqueo.[23] Data el incendio en c. 2290 BC (Cronología Media).[24]

## Ebla en el segundo milenioa.C.
Varios siglos después de su destrucción por los acadios, Ebla consiguió recobrar algo de su importancia, y tuvo su segundo apogeo del 1850 al 1600 a. C. Su pueblo fue entonces conocido como amorreos; Ibbit-Lim fue el primer rey.
Ebla es mencionada en textos de Alalaḫ alrededor de 1750 a. C.
La ciudad fue destruida de nuevo en el turbulento periodo entre el 1650 y el 1600 a. C., por el rey hitita Mursili I o Hattusili I.
Ebla nunca se recuperó de su segunda destrucción. Sobrevivió como un pequeño pueblo hasta el siglo VII, después estuvo desierta y olvidada hasta su redescubrimiento arqueológico.

## Reyes
- Igris-Kalam ca. 2575 a. C.
- Irkab-Damu ca. 2455 a. C.
- Ar-Ennum ca. 2430 a. C.
- Ishak Malek
- Enar Damu
- Baga Damu
- Agur Lim
- Kun Damu
- Igrit Khalam (Igrit Khalab)
- Adub Damu
- Ishtar Damu ca. 2300 a. C.
- Eberu
- Ibbi Sipis
- dominio de Akkad ca. 2250 a. C.
- independiente, reyes desconocidos, ca. 2220-2050 a. C.
- dominio de Ur ca. 2050 a. C.
- dominio de Yamkhad ca. 2003 a. C.
  - Ibit-Lim ca. 2000 a. C.
  - Sucesores desconocidos 2000-1600 a. C.